# Посвірж великий
Посві́рж великий (Sicalis auriventris) — вид горобцеподібних птахів родини саякових (Thraupidae). Мешкає в Аргентині і Чилі.

## Опис

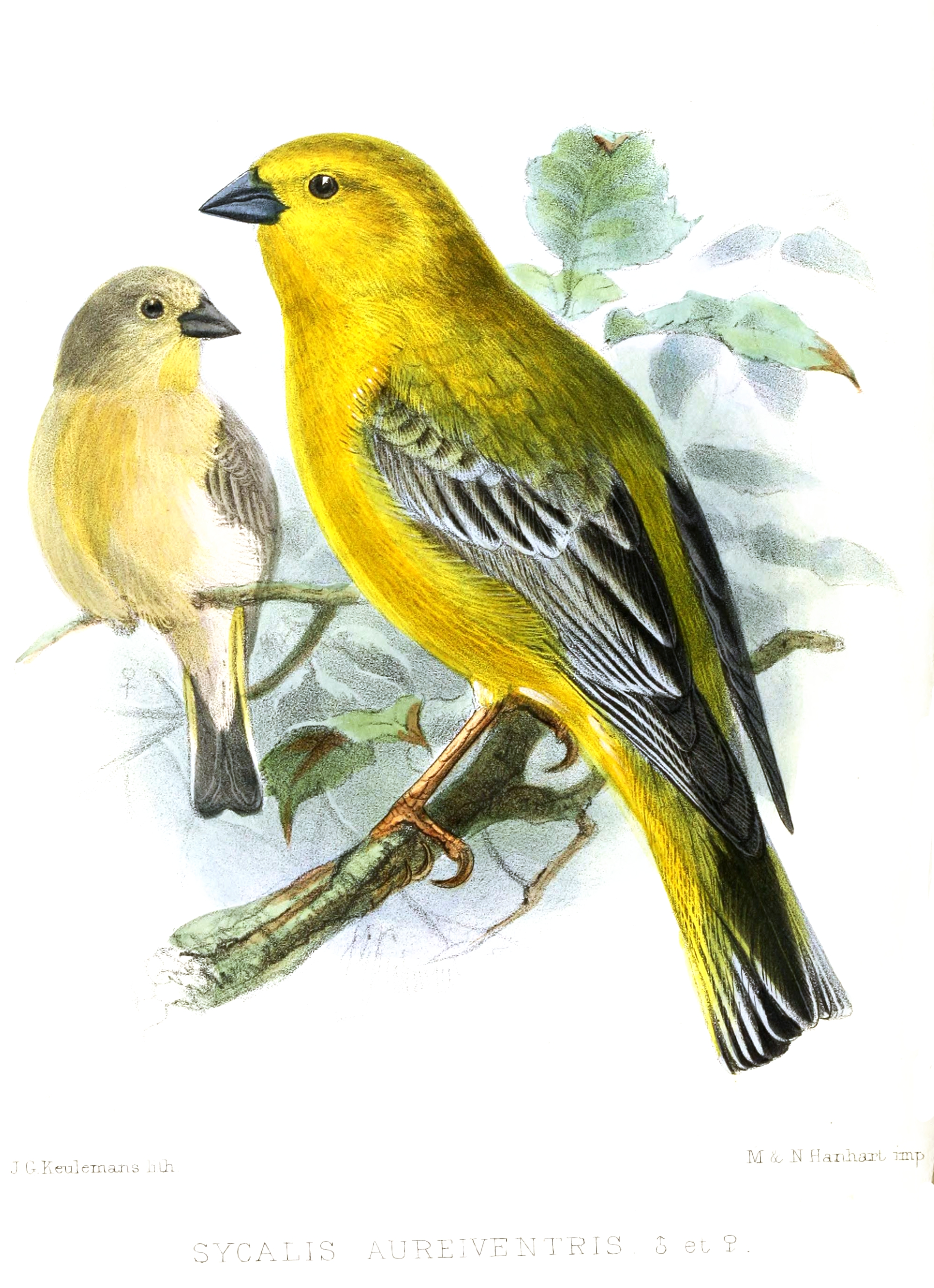
Пара великих посвіржів

Довжина птаха становить 14,5-15 см. Незважаючи на свою назву, великий посвіж є ненабагато більшим за інших посвіржів. Забарвлення самця майже повністю золотисто-жовте, за винятком оливково-жовтих крил. Самиці і молоді птахи мають оливкове забарвлення, поцятковане жовтими плямками.

## Поширення і екологія
Великі посвіржі мешкають в Чилійсько-Аргентинських Андах. Вони зустрічаються в Аргентині від Сальти на південь до Санта-Крусу та в Чилі від Антофагасти до Тальки, місцями також в Магальянесі. Великі посвіржі живуть у високогірних чагарникових заростях та на гірських луках. Зустрічаються на висоті від 1800 до 2500 м над рівнем моря, трапляються в людських поселеннях. Живляться насінням, комахами, іншими безхребетними та личинками.